# Rani-ki-Vav
Rani ki Vav és un pou escalat situat a la ciutat de Patan, a Gujarat, Índia. Es va afegir a la llista de Patrimoni de la Humanitat de la UNESCO el 2014.